# Osterweih
Osterweih war ein Dorf auf dem Gebiet des heutigen Zwickauer Stadtteils Mitte-Nord. Es gilt als Ursprung der Stadt Zwickau, fiel aber später wüst.

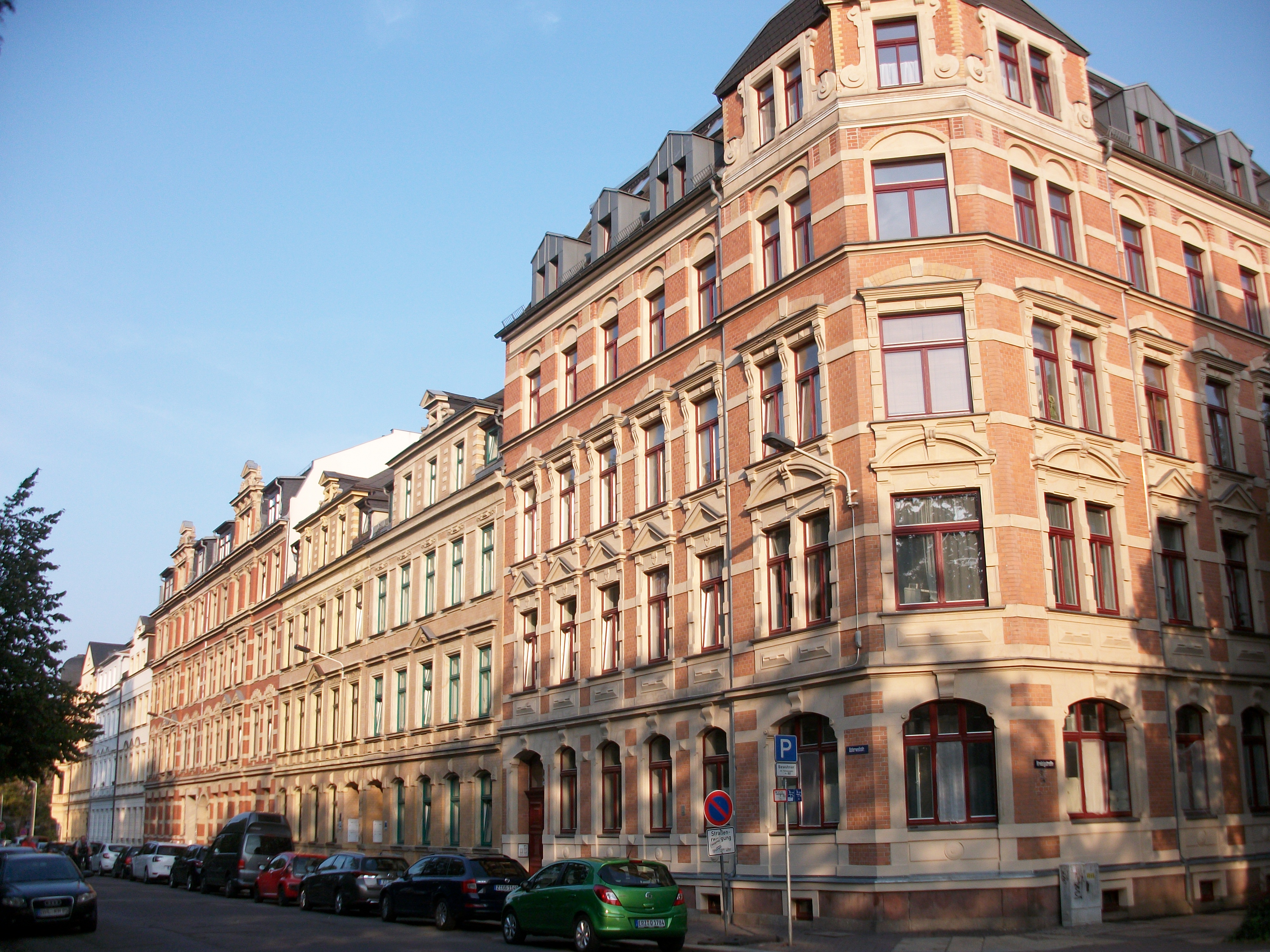
Zwickau, Osterweihstraße

Im frühen 12. Jahrhundert fand in der Umgebung des heutigen Zwickaus – wie auch in weiteren Gebieten des Elbeinzugsgebietes – die Christianisierung der Sorben statt, die damals dort lebten. Eine Urkunde vom 1. Mai 1118, ausgestellt durch den Naumburger Bischof Dieterich, belegt die Weihung der örtlichen Marienkirche als Taufkirche für die Christianisierung des Territoriums. In dieser Urkunde wird auch erstmals ein „territorium Zcwickaw“ genannt, was als Grundlage der Benennung des Alters von Zwickau dient.